# Friedrich Haarhaus (Künstler)
Friedrich Haarhaus (* 28. Januar 1925 in Duisburg-Meiderich; † 24. Dezember 2017) war ein deutscher Maler und Grafiker.

## Leben
Friedrich Haarhaus wurde am 28. Januar 1925 in Meiderich geboren, das ein Stadtteil des nordrhein-westfälischen Duisburg ist. Zwischen 1939 und 1942 wurde er bei der Duisburger DEMAG zum Negativ-Retuscheur ausgebildet. Ein Jahr lang war er nach dem Ende seiner Ausbildung auch in diesem Beruf tätig, ehe er im Sommer 1943 zum Reichsarbeitsdienst eingezogen wurde. Anschließend kämpfte Haarhaus als Soldat im Zweiten Weltkrieg. Erst 1948 kehrte er aus der Kriegsgefangenschaft nach Duisburg zurück.
Zwischen 1948 und 1949 studierte Friedrich Haarhaus an der Meisterschule für das gestaltende Handwerk in Düsseldorf und bildete sich daraufhin an der Folkwangschule in Essen fort. Im Jahr 1950 arbeitete Haarhaus als Grafiker für verschiedene Firmen. Im Jahr 1975 gelang es Haarhaus, sich als freischaffender Künstler selbstständig zu machen. Friedrich Haarhaus starb am 24. Dezember 2017. Zu seinen Ehren veranstaltete der Duisburger Künstler Gerhard Losemann 2018 die Ausstellung „In Memoriam“.

## Mitgliedschaften
- 1966 bis 1972, Duisburger Künstlerbund
- ab 1972, Duisburger Sezession

## Werke (Auswahl)
Die Arbeiten von Friedrich Haarhaus definieren sich zumeist aus der Verbindung von Malerei und Grafik, die in den Formen der Collage vereint werden. Haarhaus arbeitete sich inhaltlich immer wieder an den scheinbar gegensätzlichen Elementen Feuer und Wasser ab und betont das Spiel mit Farbe, Form und Dimensionalitäten. Gegenständliche Arbeiten stehen daneben zumeist im Zusammenhang mit Reisen, so gibt es Motive aus Greetsiel, dem Tessin oder Bergell. Als Grafiker entwarf Haarhaus darüber hinaus das Logo der Mineralwassermarke Brohler.
Haarhaus war in den folgenden Häusern mit Einzel- oder Gemeinschaftsarbeiten vertreten:
- Niederrheinisches Museum, Duisburg
- Lehmbruck Museum, Duisburg
- Museum Küppersmühle, Duisburg
- Staatliches Kunstmuseum, Vilnius
- City Museum, Portsmouth
- Kunsthalle, Darmstadt
- Traklhaus, Salzburg
- Stadtmuseum Simeonstift, Trier
- Ministerium für Bundes- und Europaangelegenheiten des Landes NRW, Bonn
- Städtische Galerie Peschkenhaus, Moers